# Thoropa saxatilis
Espèce
Statut de conservation UICN

 NT  : Quasi menacé
Thoropa saxatilis est une espèce d'amphibiens de la famille des Cycloramphidae.

## Répartition
Cette espèce est endémique du Sud au Brésil. Elle se rencontre dans les États de Santa Catarina et du Rio Grande do Sul entre 300 et 1 000 m d'altitude dans la forêt atlantique.

## Description
Le mâle holotype mesure 57,5 mm.

## Publication originale
- Cocroft & Heyer, 1988 : Notes on the frog genus Thoropa (Amphibia: Leptodactylidae) with a description of a new species (Thoropa saxatilis). Proceedings of the Biological Society of Washington, vol. 101, no 1, p. 209-220 (texte intégral).